# بوبی (سگ)
بوبی (به پرتغالی: Bobi) یک سگ از نژاد رافیرو دو آلنتخو و متعلق به لئونل کاستا از کنکیروس، پرتغال بود. در روز ۲ فوریه ۲۰۲۳ بوبی با ۳۰ سال سن به عنوان رکورد گینس مسن‌ترین سگ جهان، و اولین سگی در جهان که به سن سی‌سالگی رسیده است شناخته‌شد. در ۱۱ می ۲۰۲۳، پنج ماه قبل از مرگش بوبی ۳۱ ساله شد.

## اوایل زندگی
بوبی به همراه سه برادر دیگرش در ساختمانی که سرایدارش چوب ذخیره میکرد به دنیا آمد. برادرانش همگی زنده‌به‌گور شدند چونکه پدر کاستا نمی‌خواست از حیوانات خانگی بیشتری نگهداری کند. از آنجایی که بوبی در میان آلونک‌های چوب دنیا آمد پدر کاستا در هنگام جمع‌آوری توله ها به‌منظور دفن کردنشان اورا ندید و از قلم انداخت. سن بوبی توسط دولت پرتغال در پایگاه دیتابیس حیوانات خانگی ثبت شده‌است.

## اواخر زندگی و مرگ
صاحبان بوبی اظهار داشتند که بوبی نسبت به سن خود اگرچه در حرکت کردن، بینایی و تنفس مشکل داشت از سلامت قابل‌قبولی برخوردار بوده‌است. کاستا دلیل سن طولانی بوبی را «زندگی در یک محیط آرام» و مصرف غذای تازه به جای غذای مخصوص سگ‌ها عنوان کرد، هم‌چنین حدس و گمان‌هایی زده میشود که دلیل سن طولانی او ژنتیک باشد، چونکه مادر بوبی نیز ۱۸ سال زندگی کرد.
به مناسبت تولد ۳۱ سالگی بوبی صد مهمان در محل زندگی بوبی حاضر شدند و جشن گرفتند.
بوبی در ۲۱ اکتبر سال ۲۰۲۳ در خانه‌اش با سن ۳۱ سالگی درگذشت.